# Борисюк Ірина Йосипівна
Ірина Йосипівна Борисюк (нар. 1 січня 1978, м. Тернопіль, Україна) — українська співачка, телеведуча. Фіналістка «X-Фактору» (1-й сезон).

## Життєпис
Ірина Йосипівна Борисюк народилася 30 грудня 1977 у місті Тернополі.
Навчалася в Тернопільському музичному училищі по класу вокалу. Закінчила Київський національний університет культури і мистецтв за спеціальністю диктор-ведучий.
Після навчання працювала викладачем у Тернопільській музичній школі № 2, а вечорами — співачкою в ресторанах міста.
Проживає в Києві. Одружена, виховувала доньку Ренату, яка загинула в дтп 15.12.2024 року.
Захоплення: музика, виховання дітей, спорт.

## Творчість
У 2010 році брала участь у вокальному шоу телеканалу СТБ «X-Фактор», у якому дійшла до півфіналу.
У 2011 році стала ведучою проєкту «Танці з зірками», а також проєкту «Фермер шукає дружину».
26 лютого 2017 взяла участь у благодійному концерті «Зірки Тернопілля — воїнам АТО», який відбувся у ПК «Березіль» м. Тернополя.
У 2017 році знялася в музичному кліпі «Літній дощ».
Пісні
- «Україно, будь!» (2012)
- «Мое дыхание» (2012)
- «Доця моя» (2016)[3]